# Plusiodonta commoda
Plusiodonta commoda är en fjärilsart som beskrevs av Walker 1865. Plusiodonta commoda ingår i släktet Plusiodonta och familjen nattflyn. Inga underarter finns listade i Catalogue of Life.